# كارولا نيهر
كارولا نيهر (بالألمانية: Carola Neher )‏ (و. 1900 – 1942 م) هي ممثلة، وممثلة مسرحية، وممثلة أفلام من ألمانيا، والإمبراطورية الألمانية، وجمهورية فايمار، ولدت في ميونخ، توفيت في سول-إيلتسك، عن عمر يناهز 42 عاماً.

## وصلات خارجية
- كارولا نيهر على موقع IMDb (الإنجليزية)
- كارولا نيهر على موقع مونزينجر (الألمانية)
- كارولا نيهر على موقع ميوزك برينز (الإنجليزية)
- كارولا نيهر على موقع قاعدة بيانات الأفلام السويدية (السويدية)
- كارولا نيهر على موقع ديسكوغز (الإنجليزية)
- كارولا نيهر على موقع قاعدة بيانات الفيلم (الإنجليزية)

- كارولا نيهر في قاعدة بيانات الأفلام على الإنترنت